# オオウミガラス
オオウミガラス（大海烏、学名 : Pinguinus impennis、ピンギヌス・インペニス） は、チドリ目・ウミスズメ科に分類される海鳥の一種。かつて北大西洋と北極圏近くの島や海岸に広く分布していたが、17世紀ごろから羽毛や脂を取るための大量捕獲および食用の卵の採取が原因で激減し、それから標本作成のためにさらに乱獲され、1844年、最後の一羽が捕らえられて剥製にされ絶滅した。

## 分類
分類上ではピエール・ジョセフ・ボナテールが1791年に創設したオオウミガラス属 Pinguinus Bonnaterre, 1791 唯一の種とされるが、オオハシウミガラスと非常に近縁であることは広く認められており、リンネが1758年に命名したままオオハシウミガラス属 Alca Linnaeus, 1758 に組みこんで Alca impennis とする見解もある。

## 形態
全長約80cm、体重5kgに達する大型の海鳥で、ウミスズメ類の中では抜きん出て体が大きな種類だった。腹の羽毛は白く、頭部から背中の羽毛はつやのある黒色だったが、くちばしと目の間に大きな白い斑点が1つあった。また、若鳥は首が白黒のまだら模様だった。くちばしが大きく、横に数本の溝があった。翼は短く、長さ20cmほどで、飛ぶことができなかった。脚は黒くて短く、極端に尾の近くに寄っていた。

## 分布
ニューファンドランド島からグリーンランド、アイスランド、アイルランド、イギリス、スカンジナビア半島北岸までの北大西洋、北極海に分布し、群れを作って生活した。

## 生態

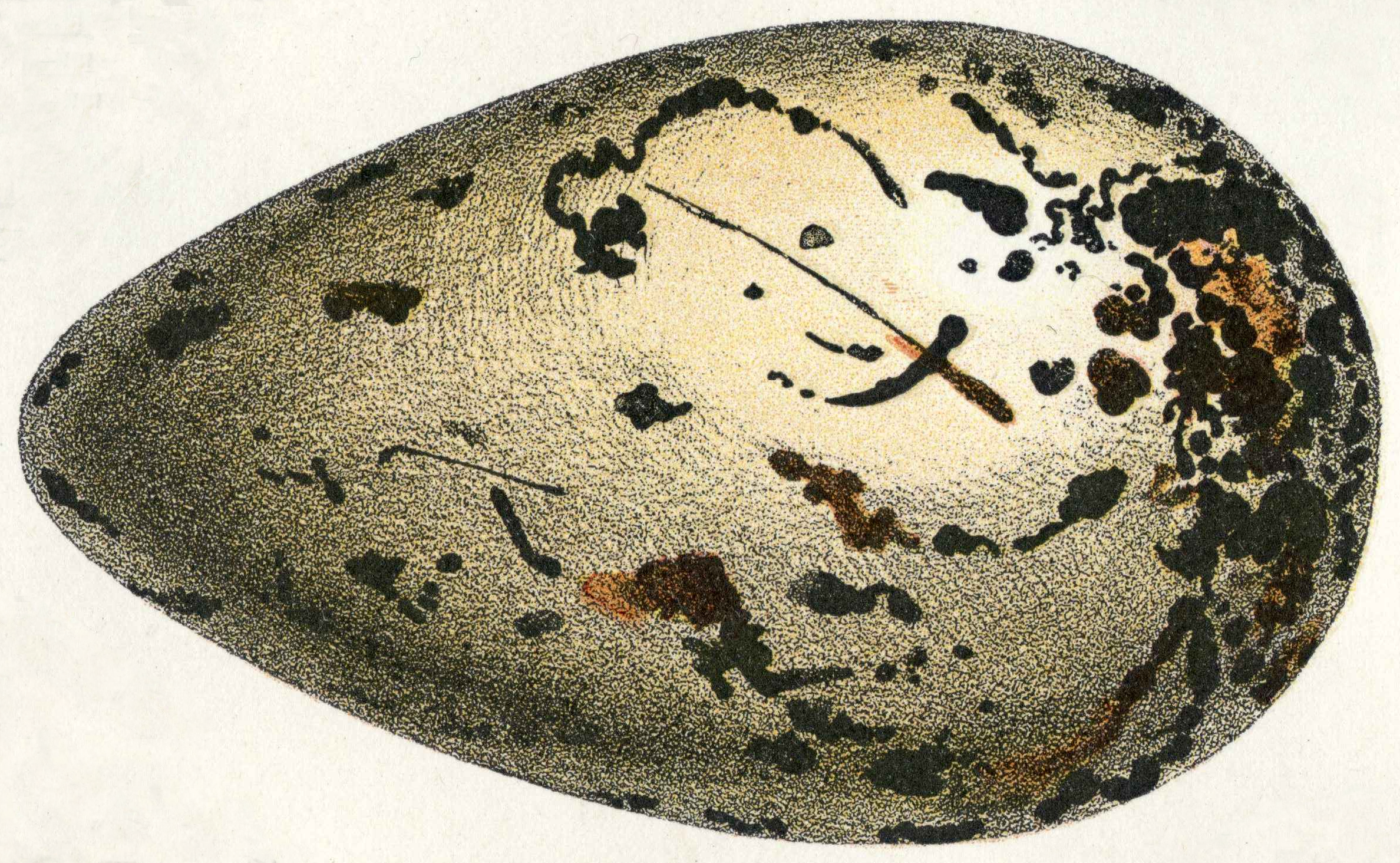
卵

海中に潜水してイカナゴなどの魚類やイカを捕食した。外見も動作もペンギンに似て、水中では短い翼と脚を使って高速で泳ぐことができたが、陸上では体を立ててよちよちと歩いた。人間に対する警戒心もなかったといわれる。
繁殖期は6月ごろで、島嶼部の断崖に上陸し、1個の卵を岩肌の上に直に産んだ。卵は長径13cm、重さ400gという大きなもので、黄白色の地に黒い斑点やすじがあった。また、ウミガラスなどと同様に一端が尖ったセイヨウナシ型で、断崖から落ちにくい形状だった。卵は両親が交代で抱卵し、孵化までには6週間から7週間かかった。
ペンギンと同様、非常に親子の信頼関係も強かったとされ、一説には子供を背中に乗せた親鳥が魚のいるポイントまで子供を連れて行ったと言った目撃例もあるといわれる。また、ペンギンのように親が魚を取り、それを吐き出して雛に与えていた、とされる説もあるが、それを疑問視する声もある。
なぜ北半球に住んでいたオオウミガラスが南半球に住むペンギンとここまで類似した生活形態を取っていたのかは詳しく解明されていない（収斂進化の可能性はあるが絶滅により詳しい追究が出来なくなった）。

## 名称の由来
属名"Pinguinus"の通り、本来はこの鳥が「ペンギン」だった。古くからウェールズやブルターニュの人々はこの鳥を"Pen-gwyn"と呼んでいた。この語は古代ケルト語で「白い頭」を意味し、頭の白い斑点に由来した呼称である。また、ラテン語では"Pinguis"が「脂肪」を意味し、呼称はこれに由来するという説もある。後に南半球でオオウミガラスに似た鳥が次々と見つかり「南極ペンギン」と呼ばれたが、本家ペンギンであるオオウミガラスが絶滅した今となっては、それらが単に「ペンギン」と言われるようになっている（レトロニムと逆の例。または「オオウミガラス」がレトロニム）。
また、古ノルド語では"Geirfugl"と呼ばれ、各言語でこれに由来する呼称がある。英語にも"Great Auk"のほかに"Garefowl"という呼称がある。

## 絶滅への経緯
オオウミガラスは、肉や卵を食用にするため、または、羽毛や脂肪を採取するために、少なくとも8世紀ごろから捕獲利用されていた。小氷期によって個体数減少があったとも考えられているが、その後の大規模な乱獲により、数百万羽いたとされるオオウミガラスはたちまちのうちに数を減らすことになった。オオウミガラスは人間に対する恐怖心がなく、逆に好奇心を持って自ら人間に近寄ってきたといわれる。また、1年に1個しか産卵せず繁殖力が低かったことも、減少した個体数の回復が望めず、絶滅に繋がったと考えられている。
1534年、フランスの探検家ジャック・カルティエの隊がニューファンドランド島に上陸し、1日で1000羽以上のオオウミガラスを殺した。この話がヨーロッパ中に広がって、ニューファンドランド島のみならず各地の海岸で無秩序にオオウミガラスが狩られ、卵が持ち去られることとなった。1750年ごろには北大西洋各地にわずかな繁殖地が残るだけとなったが、それでも乱獲が続いた。
1820年ごろ、ついにオオウミガラスの繁殖地はアイスランド沖のウミガラス岩礁（Geirfuglasker）だけになった。この島は周囲を崖で囲まれていたため人が近づくことができず、繁殖地はかろうじて捕獲の手から守られていた。しかし、1830年に海底火山の噴火にともなう地震により、岩礁は海に沈んだ。この災害から生き残った50羽ほどが、近くのエルデイ（Eldey）という岩礁に移り住んだ（この岩礁には現在オオウミガラスの像が建っている）。

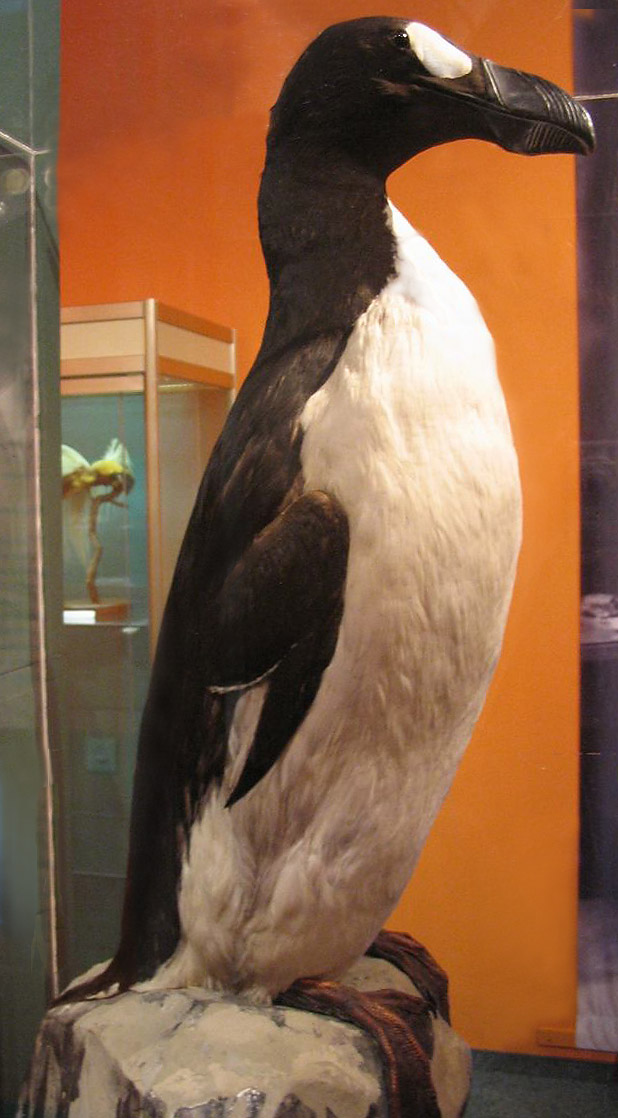
オオウミガラスの剥製

最後の繁殖地が天災により失われたことによりオオウミガラスはこの時点で既に絶滅寸前であったが、そのため却って希少価値がつき、標本は収集家や博物館に高値で買われるようになり、一攫千金を狙った者たちによって残ったオオウミガラスも次々と狩られていった。1844年6月、エルデイで最後に確認されたオオウミガラスの生体は抱卵中のつがいだったが、発見と同時に発見者に1羽は棍棒で殴り殺され、もう1羽は絞め殺された。残された卵は殻が割れていたという。
その後、国際自然保護連合（IUCN）のレッドリストにも掲載されている1852年のニューファンドランド島のグランドバンクでの目撃例など、目撃証言もいくつかあるが、現在では80体余りの剥製、20体余りの骨格標本と70個余りの卵殻が知られるのみである。

## 保護上の位置づけ
- EXTINCT (IUCN Red List Ver. 3.1 (2001))